# РПУ-14
РПУ-14( Индекс ГРАУ — 8У38) је совјетски вучни вишецевни бацач ракета.

## Историја развоја
Током 1950-тих година у бироима ГСОКБ-43 започето је са развојем нове врсте вучних вишецевних бацача ракета који могу да користе пројектиле за вишецевне бацаче ракета М-14. Године 1956, завршено је са фабричким тестирањима нових прототипова. Два прототипа су отпремљенаради тестирања и прошла су испитивања на полигонима, која су вршена од 3. маја до 7. јуна 1957. године..

## Опис конструкције
Основна намена РПУ-14 била је његова примена код ваздушно десантних снага из ваздуха. Вишецевни бацач ракета способан је да изврши десант помоћу посебне платформе за коју су причвршћени падобрани. Конструкција цеви преузета је од 85mm-ске хаубице Д44. Лежајеви цевастог типа, приликом расклапања аутоматски активирају торзиони механизам суспензије. Доњи део машине састоји се од полуоткивака, и у њему је смештен механизам за изравнавање суспензије. На дну се налази најбитнији део система, који се састоји из металне колевке на коју су спојене цеви и која омогућава панорамски опсег. У колевци се налази пакет од 16 шина на којима се налазе цеви. Време потребно за пребацивање из борбеног положаја у маршевски износи 2 минута..
Као основни тип ракета које користи најчешће се јављају турбо ракете М-14-ОФ и М-14Д. Пуни плотун испаљује за 8—10 секунди. Пуњење се врши ручно. Потпунциклус пуњења постиже се за 3 минута. За даљинско дејствовањ конструисана је командна табла којом се преко кабла може вршити даљинско лансирање из скровишта са растојања од 50 до 80 метара. Транспорт се може вршити помоћу гусеничних тегљача или на каросерији теретног возила. У борбеним условима на мањим рстојањима некада се вуча система ноже вршити и ручно ако је то потребно, како би се што пре напустила позиција на којој је систем угрожен од непријатељске ватре.

## Корисници
- СССР
- Северна Кореја-50 јединица РПУ-14 набављених у периоду од 1960. до 1965. године.

## Оцена пројекта
Размештање система РПУ-14 комбинује релативно малу величину и тежину а омогућава огромну ватрену моћ. Једини страни копартнери били су пољаци који су уз совјетску помоћ развили модел ВП-8 који има два пута мање лансирних цеви и кинеска верзије Тип 63, калибра 107 mm.<ref name="rb">Упркос својим предностима вазвушно десантне снаге СССР-а га од 1967. године замењују модернијим системом БМ-21В.